# Knattspyrnufélagið Valur
Il Knattspyrnufélagið Valur, meglio noto come Valur o Valur Reykjavík, è una società polisportiva islandese con sede nella città di Reykjavík. 
Le principali sezioni, sia maschili che femminili, sono il calcio, la pallamano e la pallacanestro. Il club ha vinto numerosi trofei nazionali soprattutto nel calcio e nella pallamano.
A livello calcistico è la seconda squadra per numero di campionati nazionali vinti (23). Milita nella Úrvalsdeild, la massima serie del campionato islandese di calcio, del quale ha vinto 23 edizioni.

## Storia
Fondato l'11 maggio 1911 su iniziativa dei membri dell'associazione KFUM, la YMCA islandese, il club assunse il nome Valur (girfalco in lingua islandese) nel 1919. Nel 1939 il club ha acquistato il terreno agricolo di Hlíðarendi, dove oggi sorge lo stadio in cui il Valur gioca le partite casalinghe. Fino al 1940, il Valur è stato solo una società calcistica, ma in seguito si è dotato di una squadra di pallamano (sia maschile che femminile) e di sci. Nel 1970 sono nate invece la squadra di calcio femminile e quella di pallacanestro maschile. Il Valur è stata la prima squadra islandese a superare il primo turno della Coppa dei Campioni nell'edizione 1967-1968. All'epoca il secondo turno corrispondeva agli ottavi di finale.
Nel 2017 il Valur ha vinto il campionato dopo dieci anni, accedendo alle qualificazioni della UEFA Champions League 2018-2019, venendo eliminato subito al primo turno contro il Rosenborg: nonostante la vittoria in casa all'andata, al ritorno i norvegesi hanno ribaltato il risultato con un 3-1 finale con la rete decisiva di Nicklas Bendtner al quinto minuto di recupero. La squadra islandese è stata così ammessa ai preliminari della UEFA Europa League 2018-2019: dopo aver superato nel secondo turno gli andorrani del FC Santa Coloma, ribaltando la sconfitta dell'andata, il Valur è stato eliminato al terzo turno dai moldavi dello Sheriff Tiraspol per la regola dei gol fuori casa.

## Stadio
Lo stadio di casa del Valur è lo Hlíðarendi, completamente ristrutturato tra il 2004 e il 2007. Il nuovo campo di calcio è stato utilizzato per la prima volta nel 2008. La ricostruzione dello Hlíðarendi verrà completata con la costruzione di un terreno di gioco per il calcio al coperto.
Nel giugno 2007 il club ha siglato un accordo quinquennale di sponsorizzazione con la Vodafone, di conseguenza lo stadio del Valur è stato ribattezzato Vodafonevöllurinn.

## Palmarès

### Competizioni nazionali
Il Valur conta nella sua bacheca 23 scudetti e 11 Coppe d'Islanda. Annovera inoltre 10 campionati e 13 coppe nazionali vinti con la squadra femminile, nata negli anni settanta.
- Campionato islandese: 23

1930, 1933, 1935, 1936, 1937, 1938, 1940, 1942, 1943, 1944, 1945, 1956, 1966, 1967, 1976, 1978, 1980, 1985, 1987, 2007, 2017, 2018, 2020
- Coppa d'Islanda: 11

1965, 1974, 1976, 1977, 1988, 1990, 1991, 1992, 2005, 2015, 2016
- Supercoppa d'Islanda: 11  (record)

1977, 1979, 1988, 1991, 1992, 1993, 2006, 2008, 2016, 2017, 2018
- Coppa di Lega islandese: 5

2008, 2011, 2018, 2023, 2025
- 1. deild karla: 2

2002, 2004

### Competizioni internazionali
- Atlantic Cup: 1

2008

### Altri piazzamenti
- Campionato islandese:

Secondo posto: 1927, 1928, 1931, 1932, 1934, 1941, 1947, 1951, 1962, 1973, 1977, 1984, 1986, 1988, 2005, 2023
Terzo posto: 1915, 1916, 1917, 1918, 1923, 1946, 1948, 1949, 1955, 1957, 1958, 1959, 1961, 1963, 1974, 1975, 1979, 2006, 2024
- Coppa d'Islanda:

Finalista: 1966, 1978, 1979
Semifinalista: 1963, 1968, 1972, 1975, 1976, 1986, 1987, 1993, 2020, 2024
- Coppa di Lega islandese:

Finalista: 1997, 1998, 2000, 2007, 2012, 2013
Semifinalista: 2016, 2021
- Supercoppa d'Islanda:

Finalista: 1981, 1986, 1989, 2019, 2024
- 1. deild karla:

Promozione: 2000

## Organico

### Rosa 2020
Rosa come da sito ufficiale.
| N. |                      | Ruolo | Calciatore                |
| -- | -------------------- | ----- | ------------------------- |
| 1  | Islanda (bandiera)   | P     | Hannes Halldórsson        |
| 2  | Islanda (bandiera)   | D     | Birkir Sævarsson          |
| 3  | Islanda (bandiera)   | D     | Ívar Örn Jónsson          |
| 4  | Islanda (bandiera)   | C     | Einar Karl Ingvarsson     |
| 6  | Svezia (bandiera)    | D     | Sebastian Starke Hedlund  |
| 7  | Islanda (bandiera)   | C     | Haukur Páll Sigurðsson    |
| 8  | Islanda (bandiera)   | C     | Kristinn Ingi Halldórsson |
| 9  | Danimarca (bandiera) | A     | Patrick Pedersen          |
| 10 | Islanda (bandiera)   | C     | Kristinn Sigurdsson       |
| 11 | Islanda (bandiera)   | C     | Sigurður Egill Lárusson   |

| N. |                      | Ruolo | Calciatore                  |
| -- | -------------------- | ----- | --------------------------- |
| 17 | Islanda (bandiera)   | C     | Andri Adolfsson             |
| 19 | Danimarca (bandiera) | C     | Lasse Petry                 |
| 20 | Islanda (bandiera)   | D     | Orri Sigurður Ómarsson      |
| 21 | Islanda (bandiera)   | D     | Bjarni Ólafur Eiríksson     |
| 24 | Islanda (bandiera)   | D     | Valgeir Lunddal Fridriksson |
| 25 | Islanda (bandiera)   | P     | Sveinn Jóhannesson          |
| 27 | Islanda (bandiera)   | C     | Kristófer Jónsson           |
| 32 | Islanda (bandiera)   | D     | Eiður Aron Sigurbjörnsson   |
| 71 | Islanda (bandiera)   | C     | Ólafur Karl Finsen          |
| 77 | Fær Øer (bandiera)   | A     | Kaj Leo í Bartalsstovu      |

### Rosa 2017
Rosa come da sito ufficiale.
| N. |                        | Ruolo | Calciatore                |
| -- | ---------------------- | ----- | ------------------------- |
| 1  | Islanda (bandiera)     | P     | Anton Ari Einarsson       |
| 3  | Islanda (bandiera)     | C     | Arnar Sveinn Geirsson     |
| 4  | Islanda (bandiera)     | C     | Einar Karl Ingvarsson     |
| 5  | Islanda (bandiera)     | C     | Sindri Björnsson          |
| 6  | Danimarca (bandiera)   | C     | Nicolaj Beier Køhlert     |
| 7  | Islanda (bandiera)     | C     | Haukur Páll Sigurðsson    |
| 8  | Islanda (bandiera)     | C     | Kristinn Ingi Halldórsson |
| 9  | Danimarca (bandiera)   | A     | Nicolas Bøgild            |
| 10 | Islanda (bandiera)     | C     | Guðjón Pétur Lýðsson      |
| 11 | Islanda (bandiera)     | C     | Sigurður Egill Lárusson   |
| 12 | Danimarca (bandiera)   | A     | Nikolaj Hansen            |
| 13 | Danimarca (bandiera)   | D     | Rasmus Christiansen       |
| 16 | Stati Uniti (bandiera) | C     | Dion Acoff                |

| N. |                    | Ruolo | Calciatore                |
| -- | ------------------ | ----- | ------------------------- |
| 17 | Islanda (bandiera) | C     | Andri Adolfsson           |
| 20 | Islanda (bandiera) | D     | Orri Sigurður Ómarsson    |
| 21 | Islanda (bandiera) | D     | Bjarni Ólafur Eiríksson   |
| 22 | Islanda (bandiera) | C     | Sveinn Aron Guðjohnsen    |
| 23 | Islanda (bandiera) | D     | Andri Fannar Stefánsson   |
| 25 | Islanda (bandiera) | P     | Jón Freyr Eyþórsson       |
|    | Islanda (bandiera) | D     | Baldvin Sturluson         |
|    | Islanda (bandiera) | C     | Daði Bergsson             |
|    | Islanda (bandiera) | C     | Tómas Óli Garðarsson      |
|    | Islanda (bandiera) | C     | Kristinn Freyr Sigurðsson |
|    | Islanda (bandiera) | A     | Björgvin Stefánsson       |
|    | Islanda (bandiera) | A     | Rolf Glavind Toft         |

### Rosa 2013
| N. |                    | Ruolo | Calciatore                |
| -- | ------------------ | ----- | ------------------------- |
| 1  | Islanda (bandiera) | P     | Fjalar Þorgeirsson        |
| 1  | Islanda (bandiera) | P     | Ásgeir Þór Magnússon      |
| 2  | Islanda (bandiera) | D     | Úlfar Hrafn Pálsson       |
| 7  | Islanda (bandiera) | C     | Haukur Páll Sigurðsson    |
| 8  | Islanda (bandiera) | C     | Rúnar Már Sigurjónsson    |
| 10 | Scozia (bandiera)  | C     | Ian Williamsson           |
| 11 | Islanda (bandiera) | C     | Matthías Guðmundsson      |
| 14 | Islanda (bandiera) | A     | Kolbeinn Kárason          |
| 17 | Islanda (bandiera) | C     | Þórir Guðjónsson          |
| 18 | Islanda (bandiera) | C     | Kristinn Freyr Sigurðsson |
| 20 | Islanda (bandiera) | C     | Indriði Áki Þorláksson    |
| 22 | Gambia (bandiera)  | D     | Matarr Jobe               |
| 23 | Islanda (bandiera) | C     | Andri Fannar Stefánsson   |

| N. |                    | Ruolo | Calciatore                  |
| -- | ------------------ | ----- | --------------------------- |
| 25 | Fær Øer (bandiera) | D     | Jónas Þór Næs               |
| 27 | Islanda (bandiera) | D     | Andri Sigurðsson            |
| 27 | Islanda (bandiera) | D     | Bjarni Ólafur Eiríksson     |
| 28 | Islanda (bandiera) | A     | Haukur Ásberg Hilmarsson    |
| 29 | Islanda (bandiera) | D     | Tómas Aron Tómasson         |
| 30 | Islanda (bandiera) | A     | Guðni Rúnar Ólafsson        |
| 31 | Islanda (bandiera) | C     | Breki Bjarnason             |
| 31 | Islanda (bandiera) | C     | Ingólfur Sigurðsson         |
|    | Islanda (bandiera) | D     | Magnús Már Lúðvíksson       |
|    | Islanda (bandiera) | D     | Edvard Börkur Óttarsson     |
|    | Islanda (bandiera) | C     | Sigurður Egill Lárusson     |
|    | Islanda (bandiera) | A     | Björgólfur Hideaki Takefusa |
|    | Islanda (bandiera) | A     | Andri Sveinn Geirsson       |

## Altre sezioni sportive
La polisportiva Valur oltre alla nota sezione calcistica comprende anche sezioni di altri sport, tra le quali le più note sono quelle di pallacanestro e pallamano.

### Calcio
Il Valur femminile è la squadra di calcio femminile più vincente dopo il Breiðablik Kópavogur, avendo trionfato 11 volte nella Úrvalsdeild kvenna, massima serie del campionato islandese femminile di calcio.

### Pallacanestro
Nel 2019 la sezione di Pallacanestro femminile del Valur ottiene il primo titolo ai danni del Keflavík.

### Pallamano
Il Valur è la squadra che vanta il maggior numero di campionati vinti, ed è anche l'attuale campione, con 23 titoli.